# イブン・シャーティル

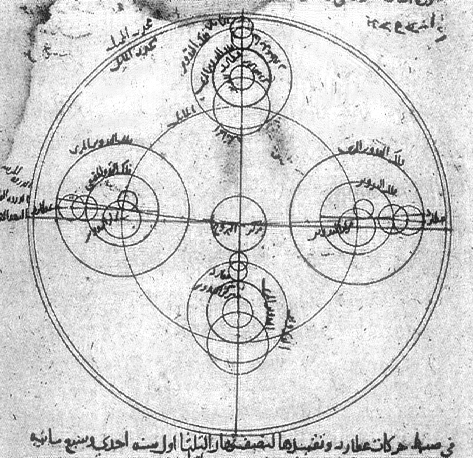
イブン・シャーティルの惑星の運行モデル

イブン・シャーティル（Ibn al-Shāṭir; 1305年頃 - 1375年頃）は、14世紀のムスリムの天文学者である。長年ダマスクスの大モスク（ウマイヤ・モスク）のムワッキト（時守。アザーンやムアッズィンの項参照。）を務め、計時に関する著作、宇宙構造論に関する著作がある。イブン・シャーティルの宇宙構造論は『アルマゲスト』の宇宙モデルに独創的な創見を付け加えたものであるが、天動説の一種ではある。イブン・シャーティルの理論が16世紀のコペルニクスに影響を与えたか否か、影響を与えたとしたらどのような点においてかといった議論が、科学史研究上のトピックの一つになっている。

## 生涯
イブン・シャーティルの生涯についての研究は、King (2008) や Charette (2003) によると、Wiedeman (1928) が最も詳しく、世に出ている概説本はみな Wiedeman (1928) を根拠にしている。
イブン・シャーティルは、1305年前後にダマスクスで生まれ、1375年前後に同地で没した。ヒジュラ暦704年第1ラビー月13日（西暦1304年10月13日）に生まれたとするのが多数説であるが、サファディーという同時代の年代記作家がイブン・シャーティル本人から生年月日をヒジュラ暦705年シャアバーン月15日（1306年3月1日）と聞いたと書いている。
イブン・シャーティル（イブヌッシャーティル）のナサブでもっぱら知られるが、本名はアリー、父の名はイブラーヒーム、祖父の名はムハンマド、曾祖父の名はヒマーム・アビー・ムハンマド、高祖父の名はイブラーヒーム・アンサーリーといい、アラーウッディーンの尊号、ムワッキトの職名があった。それらを繋げた名前は、例えば、イブヌッシャーティル，アラーウッディーン・アリー・ブン・イブラーヒーム，アル・ムワッキト（アラビア語: علاء الدين علي بن ابراهيم ابن الشاطر الموقّت, ラテン文字転写: ‘Alā' al-Dīn ‘Alī b. Ibrāhīm, Ibn al-Shāṭir, al-Muwaqqit）である。また、クンヤとしてアブル・ハサンも知られている。
イブン・シャーティルは6歳のときに父が亡くなり、祖父に育てられたと伝わる。祖父は孫に象牙細工を教えた。イブン・シャーティルには象牙細工師を意味するムタッイムという尊号もある。イブン・シャーティルは10歳の頃にエジプトのアレクサンドリアやカイロへ行き、天文学を学んだ。ズーター (1900) は、イブン・シャーティルのエジプト遊学の動機を、アブー・アリー・ハサン・ムッラークシーが1280年ごろにカイロですぐれた天文表と観測器具を制作していたことにあったのではないかと推測する。
その後、イブン・シャーティルは、ムワッキト（al-muwaqqit）の職名が示すように、ダマスクスの大モスク（ウマイヤ・モスク）のムワッキトを務めるようになった。同僚にシャムスッディーン・アブー・アブドゥッラー・ハリーリーがいる。

## 著作

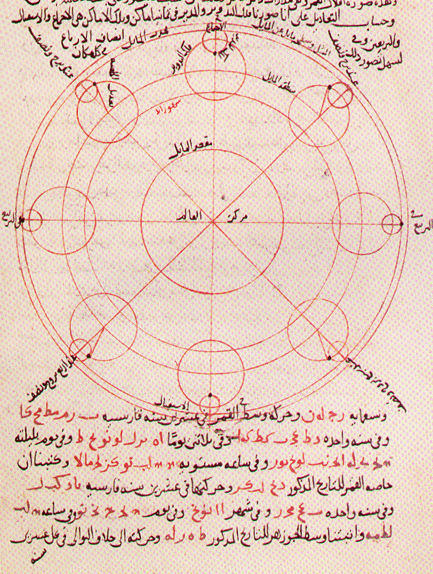
イブン・シャーティルの月の運行モデル

イブン・シャーティルの著作で最も重要なのは、天体の運行の理論を扱った著作であるが、その他に計時の学（ʿilm al-mīqāt）、計時のための観測器械についても多数のキターブ（本）とリサーラ（論文）を著し、また、ズィージュ（天文表）を編纂した　。
計時の学に関する著作は、同僚のハリーリーの同分野の著作に比べると、重要性が低い。計時のための観測器械に関する著作については、15世紀から18世紀にかけての約300年間、イスラーム圏における天体観測に関する学術の中心地であったシリア、エジプト、トルコで広く読み継がれた。イブン・シャーティルの観測器具、特にアストロラーブは、球面天文学における標準的な問題をすべて解決しており、中世イスラーム圏の精密科学発展の到達点を示すものであるという評（『ブリタニカ百科事典』）もある。
計時のための観測器具の著作の受容とは対照的に、天文理論に関する論文は、イブン・シャーティルの没後、シリアでもエジプトでもほとんど受容されなかったようである。ところが、16世紀のコペルニクス『天球の回転について』の理論が、天文常数の違いや地動説であることを除くと、ほぼイブン・シャーティルのものと同じであることが、1950年代から注目されるようになった。
イブン・シャーティルは、最初、プトレマイオスが『アルマゲスト』等で示した宇宙モデルに忠実にしたがった天文表を作成しようとしたようである。しかしこれは写本が伝世していない。その後イブン・シャーティルは、天体観測と、観測に基づく彼の新たな天体のモデルの決定について『天文観測についての注釈の書』（Taʿlīq al‐arṣād）を書いたが、これも現代に伝わらない。
その後に書かれた『原理の修正における究極の探求の書』（Nihāyat al‐suʾl fī taṣḥīḥ al‐uṣūl, 根本を確かにすることの最高の願いの書）は前著で扱った新たな天体モデルの理論的な背景を明らかにした。これは写本が現代に伝わった。さらに、その後に書かれた『新天文表』（al‐Zīj al‐jadīd , シャーティル天文表）はイブン・シャーティル最後の著作であり、これも写本が現代に伝世した。『新天文表』に記載の数値は、イブン・シャーティルの新理論と新しい天文常数に適合する数値である。なお、現存する著書には、日没から夜明けまでの時間の長さやマグリブの礼拝の時刻が書かれているが、これらの数値や時刻はすべて、北緯34度の地点（ダマスクスより20キロメートルほど北）における数値や時刻である。

## 天体の運行の理論

青い破線がイブン・シャーティルの惑星の運行モデル。黒い実線はプトレマイオスのモデル。赤い波線はウルディーのモデル。

古代後期のプトレマイオス『アルマゲスト』の理論は、比較的単純な天動説的な理論で、天体の見かけの位置を十分な精度で説明できた。その一方、地球を中心とする等速回転に加えて、周転円、離心円、エカント、軌道面の振動といった仕組みを用いた。これらは、アリストテレス的な自然学に反するのみならず、物理的なモデルとしては、直感的にも不自然であった。また、天体の見かけの大きさ（視直径）、すなわち地球までの距離についてはあまりよく説明できなかった。特に月についての誤差は著しく、一つの課題として残されていた。イブン・シャーティルは、『原理の修正における究極の探求の書』でこれらの問題を扱った。後にコペルニクスが新たな体系の模索を始める動機もこれらの問題が関係しており、また、コペルニクス『天球の回転について』とイブン・シャーティルの黄経の理論は、天文常数と天動説/地動説の差を除けば、ほぼ同一である。
プトレマイオス理論の問題点の指摘は古く、『アルマゲスト』の中に既にいくつかの問題が（問題の困難さと達成の大きさと比較しながら）告白されている。その後もたびたび批判はあったが、10-11世紀のイブン・ハイサムは『プトレマイオスへの懐疑』などの著作でそれらの問題点を包括的に指摘し、また『曲がりくねった運動の困難の解決(qawl fI .hall shukUk .harakat al-iltifAf)』という論考で、軌道面の振動への代案を提案している。同様の試みは、東西のアラビア語圏の天文学者や哲学者の間で続けられた。その中で、マラーガ天文台で活動したことのある理論家たち、すなわちナスィールッディーン・トゥースィー、ムアイヤドゥッディーン・ウルディー、クトゥブッディーン・シーラーズィーら（いわゆる「マラーガ学派」）は、回転速度を許容する仕組み（エカントを伴った離心円）や軌道面の振動を、球の等速回転の組み合わせで説明することを目指した。
イブン・シャーティルは、「マラーガ学派」の成果と問題意識を引き継いだが、さらに離心円（地球を中心としない円）も許容されないとした。例えば、彼の外惑星と金星の黄経のモデルは、ウルディーとほぼ同じで、ただしウルディーが離心円を用いていたのを、『アルマゲスト』III.1の議論定理を用いて、周転円を一つ追加することで回避している。その結果、プトレマイオスは円を二つ、ウルディーが三つ使ったのに対し、イブン・シャーティルは四つ用いることになった。彼の理論では、不動の地球Tを中心にして等速円運動する点Clを考え、さらにClを中心としてを中心にして等速円運動する点Ciを、Ci中心に等速円運動するCeを措定する（右図）。（右図には書かれていないが）惑星はCeを中心に、周転円に沿って等速回転する。なお、水星の運行の説明には従円と周転円をあわせて、プトレマイオスが３つの円を用いている一方、イブン・シャーティルは6つを要している。このように円の数は増えるが、外惑星と金星の場合、付け加わる円の半径や回転周期は、離心率や従円の回転周期と連動しており、モデルの指定に必要なパラメータの数は、プトレマイオスの理論と変わらない。
惑星の黄緯の理論については、『アルマゲスト』では円の傾きを上下に振動させて説明していたが、彼は各々の円を一定の角度で傾けて、外惑星については、ほぼプトレマイオスの理論と同様の結果を再現した。
これらの成果では、『アルマゲスト』理論の物理的な不自然さは軽減したが、一方、理論を書き直しただけとも言えた。両者はほぼ変わらない振る舞いをすることが保証されているので、実際の計算はどちらでやってもよい。
それに対して、月と太陽の見かけの大きさについては、イブン・シャーティルの理論はプトレマイオスの理論を改善している。プトレマイオスの天文理論は、特に月の運行に関して観測結果との不整合が大きいことが、約1000年の間、多くの学者を悩ませてきたが、2次周転円を用いるイブン・シャーティルの説明モデル（上掲の写本の写真参照）には、この弱点がなかった。また、太陽の見かけの大きさについては、プトレマイオスはそれを不変としており、明らかに彼自身の太陽のモデルと矛盾していた。イブン・シャーティルは、太陽の視直径の最新の観測データをもとに、プトレマイオスのものとは異なる、新たなモデルを作った。また、太陽の軌道離心率や遠地点の移動速度といった常数を改定し、後者が春分点の移動速度とは異なることを明らかにした。
Kitāb Nihāyat al-Su'ūl fī Tashīl al-Uṣūl の西洋近代語への翻訳は、1950年代に Kennedy, Roberts et al. により初めてなされた。これにより、コペルニクスの『天球の回転について』や『コメンタリオルス Commentariolus』 における惑星の運行モデルがイブン・シャーティルのものと極めて類似していることがわかった。14世紀シリアの天文学知の16世紀ヨーロッパへの西漸については、Otto Neugebauer, Edward Kennedy, Willy Hartner, Noel Swerdlow, George Saliba, Jamil Ragepらの研究があったが、反論もあり、イブン・シャーティルの天文学そのものを含めて、研究はまだまだ予備的な段階にある。

## 計時器具

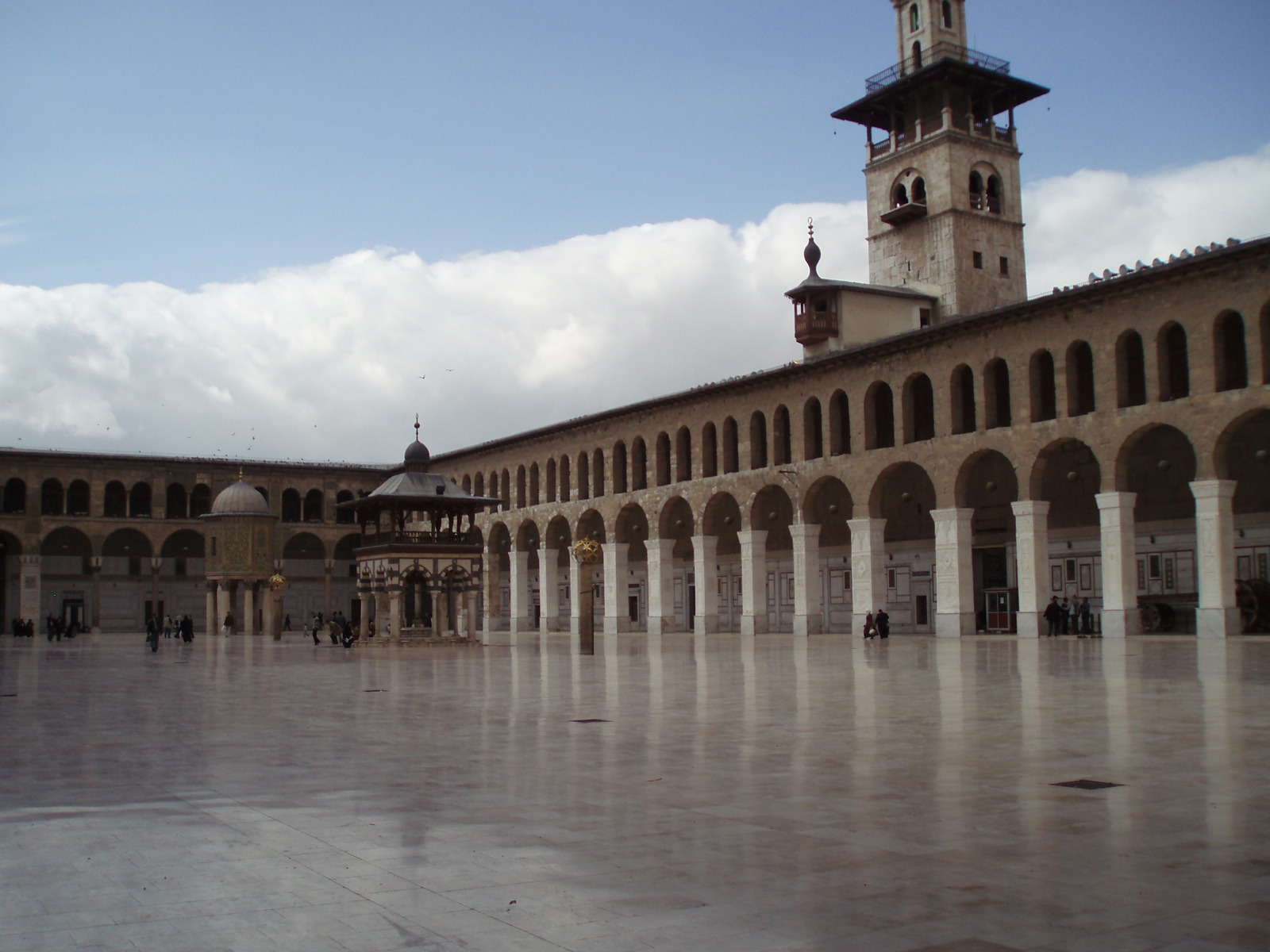
イブン・シャーティルの日時計が設置されているウマイヤ・モスクの「花嫁のミナレット」（写真右上の塔）

「花嫁のミナレット」という通称があるダマスクスの大モスクの北壁に付設されたミナレットには、イブン・シャーティルが制作した日時計が設置されている。21世紀現在、そこに置かれている物は19世紀末に設置された精密なレプリカであるが、オリジナルはダマスクス国立博物館の中庭にある。イブン・シャーティルがウマイヤ・モスクのミナレットにこれを設置したのは、1371年のことだと伝わっている。
イブン・シャーティルの日時計は、幅2メートル、奥行1メートルの方形の大理石であり、複数の曲線が大理石表面に彫られている。中央に設置されたグノーモンは、ダマスクスにおいて天の極の方向と平行になるような角度がつけられており、その影が指す位置をムワッキトが上記曲線を頼りに読むことによって、定時法で時刻を知ることが可能になっている。かつて、グノーモンが天の極を指す日時計はヨーロッパ人の発明であると信じられていた時代があったが、イブン・シャーティルの日時計は、そのようなヨーロッパ優越史観をくつがえす客観的証拠の一つになっている。
また、アレッポには「宝石箱」（ṣandūq al‐yawāqīt）という通称を持つ、イブン・シャーティルによって制作されたもう一つの日時計が保管されている。この日時計は、12センチメートル角の大きさで、シリア地方における、おおよそのズフルとアスルの礼拝（午前と正午過ぎの礼拝）の時間を示す。さらに、方位磁針を有し、シリア地方における大まかなキブラもわかるようになっている。
中東地域の天文学史の専門家、デイヴィッド・A・キングによると、サファディーという同時代の年代記作家が、イブン・シャーティルの制作した「アストロラーブ」について記述している。キングによるとサファディーの記述は曖昧かつ難解であるが、おおむね次のようなことが書かれている。「サファディーがイブン・シャーティルの家を訪ねたところ、ムワッキトは自分が制作した『アストロラーブ』を見せてくれた。それはアーチ状の長さ35センチメートル程度のもので、壁に設置されており、可動部が1日で一周する。さらに、定時法と不定時法の両方で時を報せる。おそらく機構部は壁の裏にあると思われる」。アストロラーブというよりは時計と思われるこの機械は現存せず、この機械に関するサファディーの難解な記述以上の情報は存在しない。